# Come On
Come On is een nummer dat geschreven en op de plaat gezet is door Chuck Berry in 1961. In 1963 brachten The Rolling Stones het nummer uit als hun debuutsingle. Een andere bekende versie is die van New Adventures uit 1979.

## Versie van Chuck Berry
Come On was in 1961 de laatste single die Chuck Berry uitbracht voor hij voor drie jaar de gevangenis in ging wegens een affaire met een minderjarig meisje. Zijn volgende plaat, Nadine, verscheen pas in 1964.
Volgens de hoestekst van Berry’s verzamelalbum The Great Twenty-Eight uit 1982 was de bezetting bij de opname van het nummer als volgt:
- Chuck Berry, gitaar en zang
- Johnnie Johnson, piano
- Ebby Harding, drums
- L.C. Davis, tenorsaxofoon
- Martha Berry, achtergrondzang

In de VS deed de plaat weinig. In 1963 werd ze pas uitgebracht in het Verenigd Koninkrijk. Go Go Go, in de VS de achterkant, was hier de voorkant. Het nummer bereikte de 38e plaats in de UK Singles Chart.

### NPO Radio 2 Top 2000
| Nummer met noteringen in de NPO Radio 2 Top 2000 | '00  | '01  |
| ------------------------------------------------ | ---- | ---- |
| Come On (Chuck Berry)                            | 1926 | 1995 |

1. ↑  Een vetgedrukt getal geeft de hoogste notering aan.
2. ↑  2000 was het eerste jaar met een notering voor dit nummer.
3. ↑  Deze tabel is bijgewerkt tot en met de laatste editie (2024).

## Versie van The Rolling Stones
In 1963 kozen The Rolling Stones voor Come On als hun debuutsingle. De achterkant werd I Want to Be Loved, een nummer van Willie Dixon. Beide nummers werden opgenomen op 10 mei 1963. De bezetting van Come On was als volgt:
- Mick Jagger, zang
- Keith Richards, gitaar
- Brian Jones, mondharmonica, achtergrondzang
- Charlie Watts, drums, koebel
- Bill Wyman, basgitaar, achtergrondzang

Come On bracht het tot de 21e plaats in de UK Singles Chart. Het nummer is naderhand uitgebracht op de albums Big Hits (High Tide and Green Grass) (alleen de Britse versie), More Hot Rocks (Big Hits & Fazed Cookies) (1972), Rock'n'Rolling Stones (1972), Singles Collection: The London Years (1989), Rolled Gold: The Very Best of the Rolling Stones (2007) en GRRR! (2012) en op de cd-box Singles 1963-1965 (2004).
In de Verenigde Staten is Come On nooit op single verschenen; het nummer kwam daar in 1972 pas uit op More Hot Rocks (Big Hits & Fazed Cookies). In Nederland verscheen Come On voor het eerst in 1964, als achterkant van Tell Me.

## Versie van New Adventures
De Nederlandse driemansformatie New Adventures nam Come On in 1979 op als zijn tweede single, met Back to the Pit (geschreven door Harry Rijnbergen, vroeger van Ro-d-Ys en Zen) op de B-kant. Het nummer bracht het tot de  31e plaats in de Nederlandse Top 40 en de 40e in de Single Top 100. De plaat kwam ook uit in België, Duitsland, Italië en het Verenigd Koninkrijk, maar deed daar niets.
Het nummer staat ook op New Adventures, de eerste lp van de groep, uit 1980.

## Andere versies
Het nummer is in 1967 opgenomen door de Californische psychedelische rockband The Chocolate Watch Band.
Joe Jackson nam het nummer op voor de heruitgave van 2001 van zijn album I'm the Man uit 1979.
Tevens is er een versie in het Servisch, getiteld Hajde, van de band Idoli uit 1981.